# Beinhaus Sedlec

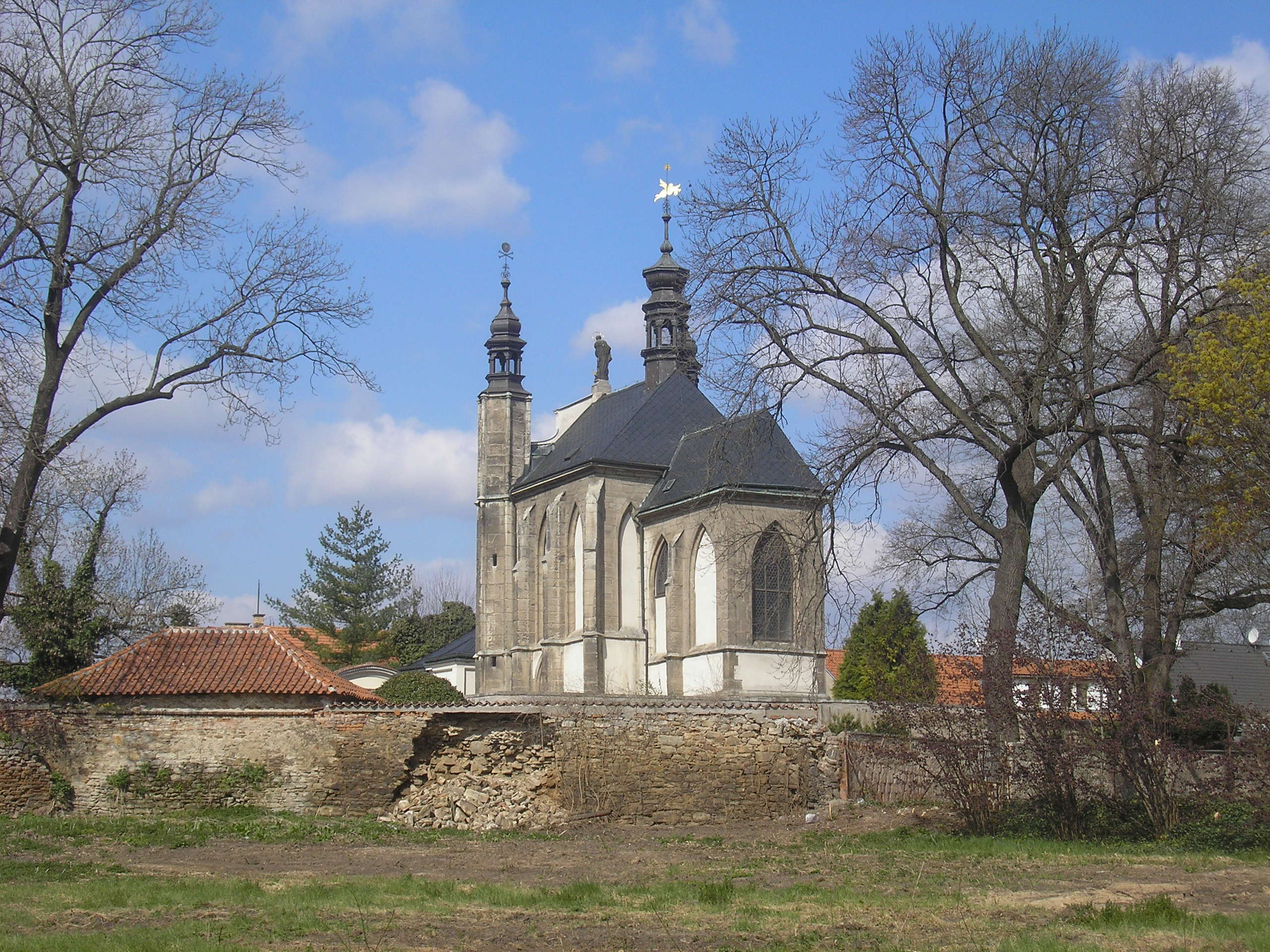
Allerheiligenkirche in Sedletz: Im Jahr 2003 zählte die katholische Kirche rund 140.000 Besucher.

Das Beinhaus Sedlec (tschechisch: Kostnice Sedlec) ist ein Ossarium in Sedlec (deutsch Sedletz), einem Ortsteil von Kutná Hora (Kuttenberg), etwa 70 km östlich von Prag. Es befindet sich im Untergeschoss der Allerheiligenkirche (tschechisch: Hřbitovní kostel Všech svatých) auf dem Sedletzer Friedhof. Berühmtheit erlangten Kirche und Beinhaus durch die Aufbewahrung von rund 40.000 menschlichen Skeletten, wovon die Knochen von etwa 10.000 Menschen künstlerisch verarbeitet wurden, um Dekorationen und Einrichtungsgegenstände für das Kirchengebäude zu formen.

## Hintergrund

### Klosterfriedhof

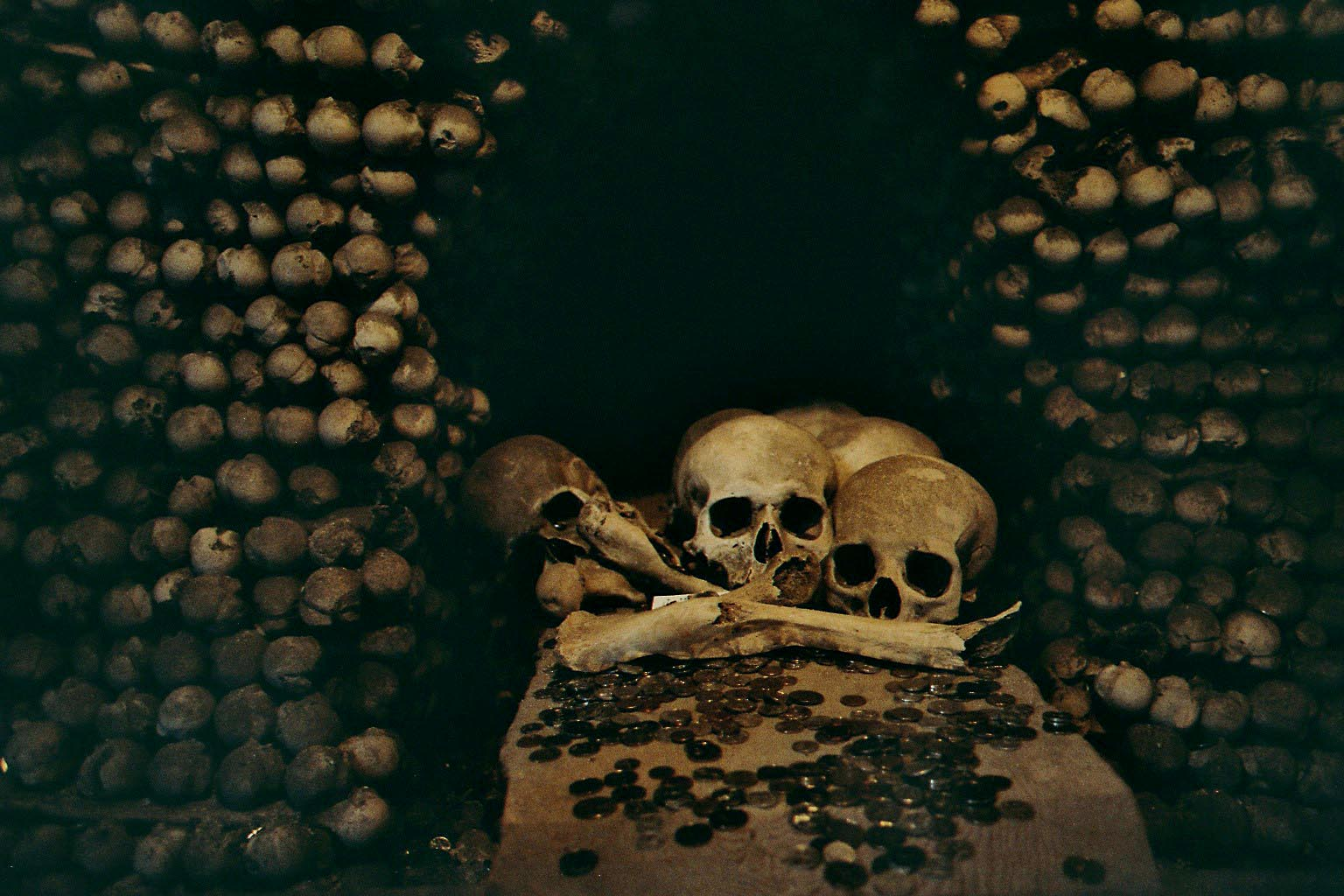
Blick auf einen der Knochenberge

Der Legende nach wurde Heinrich, ein Abt des Zisterzienser-Klosters Sedlec, um 1278 von König Ottokar II. Přemysl von Böhmen mit einer Botschaft nach Jerusalem entsandt. Auf seiner Rückreise brachte der Abt eine Handvoll Erde vom Kalvarienberg mit und verteilte diese über den Klosterfriedhof, der dadurch zu heiligem Boden erklärt wurde.
Daraufhin entwickelte sich der Friedhof zu einem begehrten Bestattungsort in Mitteleuropa, auf dem nicht nur Menschen aus der Umgebung von Sedlec und aus Böhmen, sondern auch aus Polen, Bayern und den Niederlanden bestattet wurden. Aufgrund der Pestepidemien in der Mitte des 14. Jahrhunderts (hierdurch zählte der Friedhof bereits etwa 30.000 Tote) und der Hussitenkriege im 15. Jahrhundert, die mehrere tausend Opfer forderten, musste der Friedhof ständig erweitert werden. Das Gelände erfuhr seine größte Ausdehnung mit zirka 3,5 ha. Viele der Toten wurden in Massengräbern verscharrt.

### Errichtung des Kirchengebäudes
Im frühen 15. Jahrhundert wurde im Zentrum des Friedhofs ein zweigeschossiges Kirchengebäude im gotischen Stil errichtet. Im Verlauf der Bauarbeiten wurden die Überreste der Toten exhumiert und im Untergeschoss des Kirchengebäudes eingelagert, das seither als Beinhaus genutzt wurde. Da der Friedhof verkleinert werden sollte, wurde die Exhumierung der Toten auch nach dem Bau der Kirche fortgesetzt. Dieser Auftrag soll laut Überlieferung ab etwa 1511 von einem halbblinden Zisterziensermönch ausgeführt worden sein, der die Gebeine systematisch im Ossarium niederlegte. Insgesamt wurden die Überreste von rund 40.000 Menschen zusammengetragen.
Zwischen 1703 und 1710 baute Johann Blasius Santini-Aichl den Eingangsbereich und einen Teil des Obergeschosses der Kirche im böhmischen Spätbarockstil um. Nach den Josephinischen Reformen wurde die Fürstenfamilie Schwarzenberg auf das Kirchengebäude aufmerksam und kaufte es im 19. Jahrhundert auf. 1870 beauftragte sie den Holzschnitzer František Rint aus Skalitz mit der Innenausstattung des Ossariums auf eher ungewöhnliche Art und Weise: Nicht Holz diente Rint als Baumaterial, sondern die im Beinhaus eingelagerten Knochen.

### Innenausstattung
František Rint schuf das gesamte Inventar mithilfe menschlicher Knochen. Hierfür benötigte er die Gebeine von rund 10.000 Menschen. Unweit der Eingangstür führt eine Treppe in das Untergeschoss des Kirchengebäudes. Auf beiden Seiten des Treppenabgangs stehen zwei fast menschengroße Abendmahlskelche, ein Symbol der Hussiten. Rechts, neben einem der Kelche, befindet sich ein aus Knochen und Schädeln geformtes Jesus-Monogramm.
In der Raummitte des Untergeschosses hängt ein achtarmiger Lüster, der nahezu sämtliche Knochensorten des menschlichen Körpers enthält. Unterhalb des Lüsters befinden sich vier Fialen, bestückt mit jeweils 22 Schädeln. Das Gewölbe wurde mit mehreren Girlanden aus Schädeln und Oberarmknochen dekoriert; ähnliche Konstrukte finden sich als Wandschmuck und insbesondere an den Gurtbögen wieder.
Auf der linken Raumseite hängt das ebenfalls komplett aus Knochen gebildete Wappen der Familie Schwarzenberg. Es zeigt unter anderem einen Raben, der – symbolisch und in Anlehnung an die Kämpfe mit den Osmanen im 16. Jahrhundert – einem Schädel (in diesem Fall einem auf dem Schlachtfeld gefallenen Kämpfer) das linke Auge aushackt.
Der Hauptbestand der Gebeine wurde jedoch in den Nebenräumen konisch angehäuft, insgesamt vier gigantische Knochenberge zieren die Seitenschiffe des Souterrains. In den Nischen links und rechts neben dem Hauptaltar stehen zwei Monstranzen. An manchen Schädeln, besonders an denen, die in der Nähe der Nebenaltäre lagern, sind deutliche Spuren der Gefechte während der Hussitenkriege zu erkennen (Dreschflegel, Fausthammer).
Rint selbst hinterließ seinen Namen – aus Knochen geformt – an einer Wand neben dem Treppenaufgang.

Innenausstattung
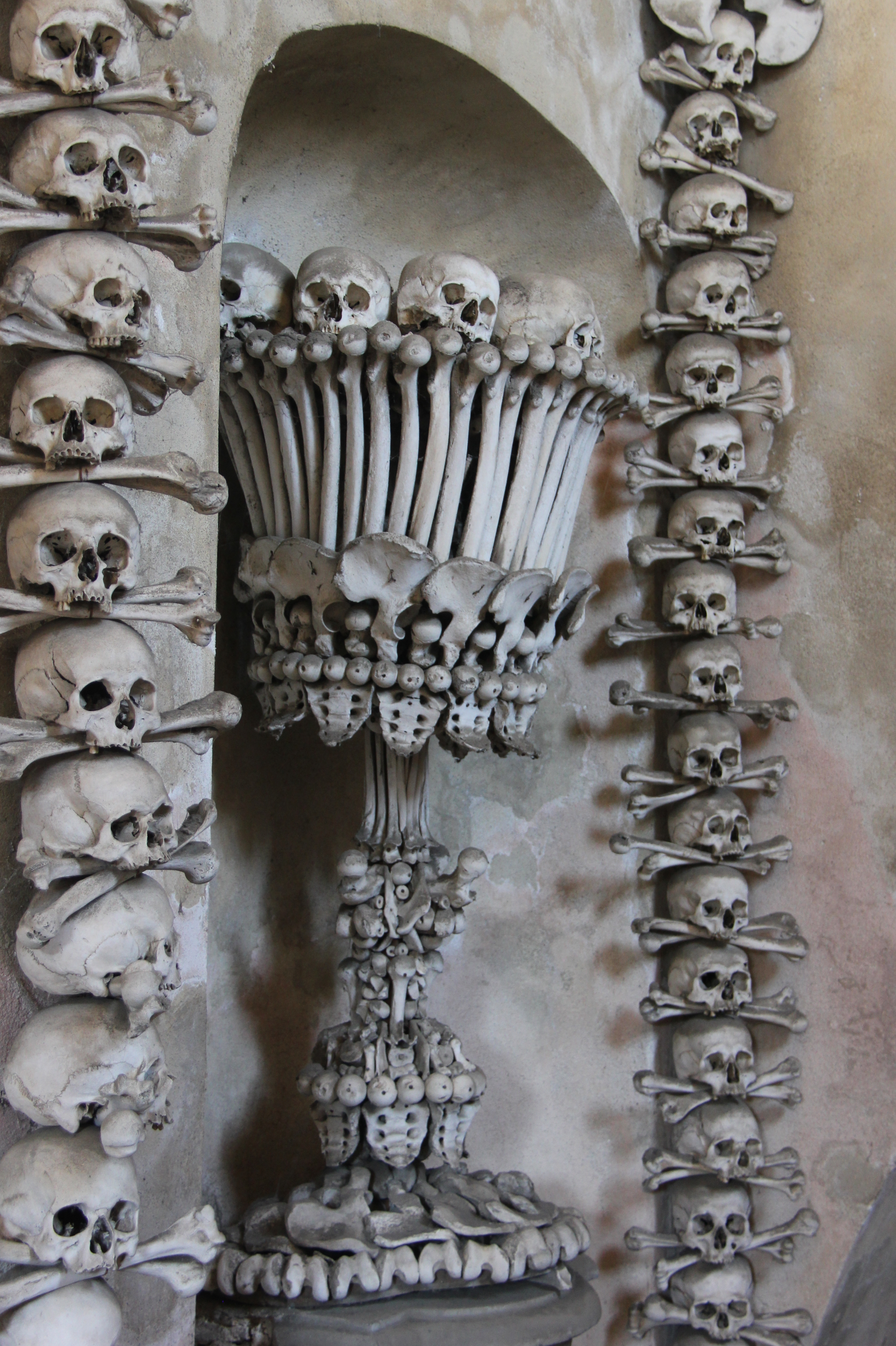
Kelch
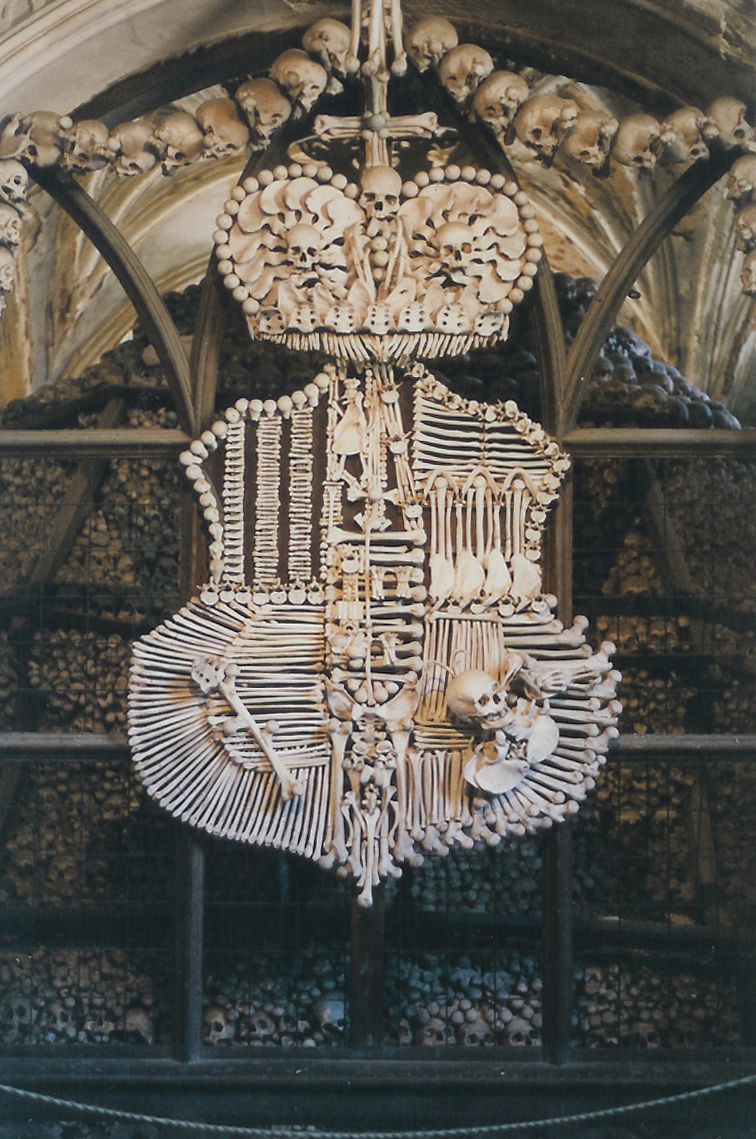
Wappen der Familie Schwarzenberg
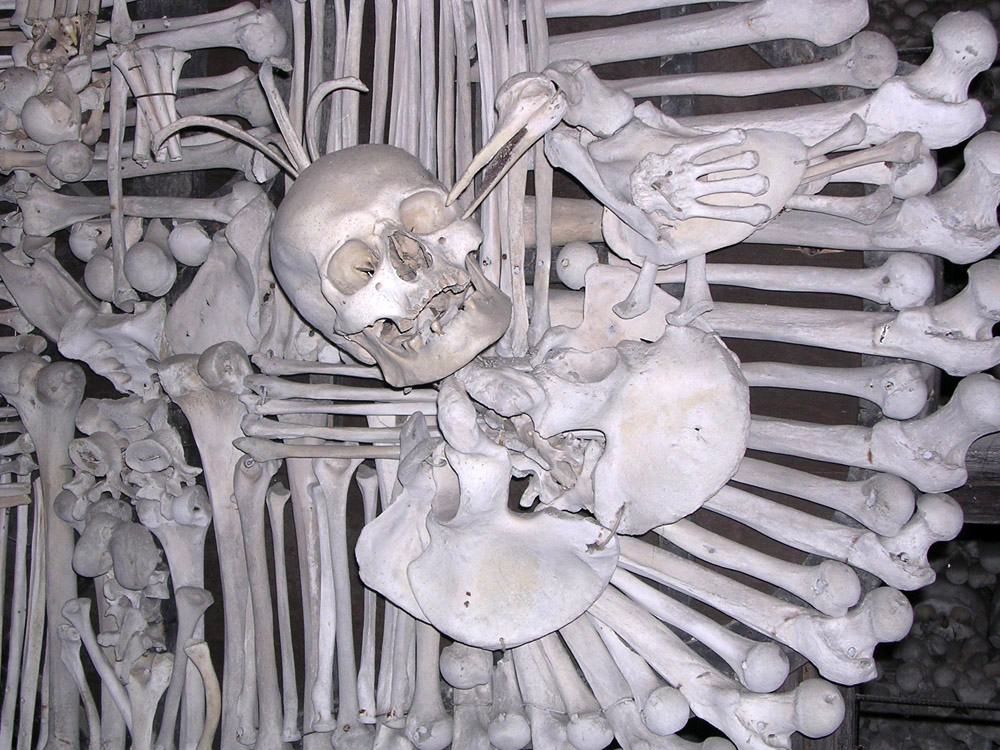
Detail des Wappens der Familie Schwarzenberg
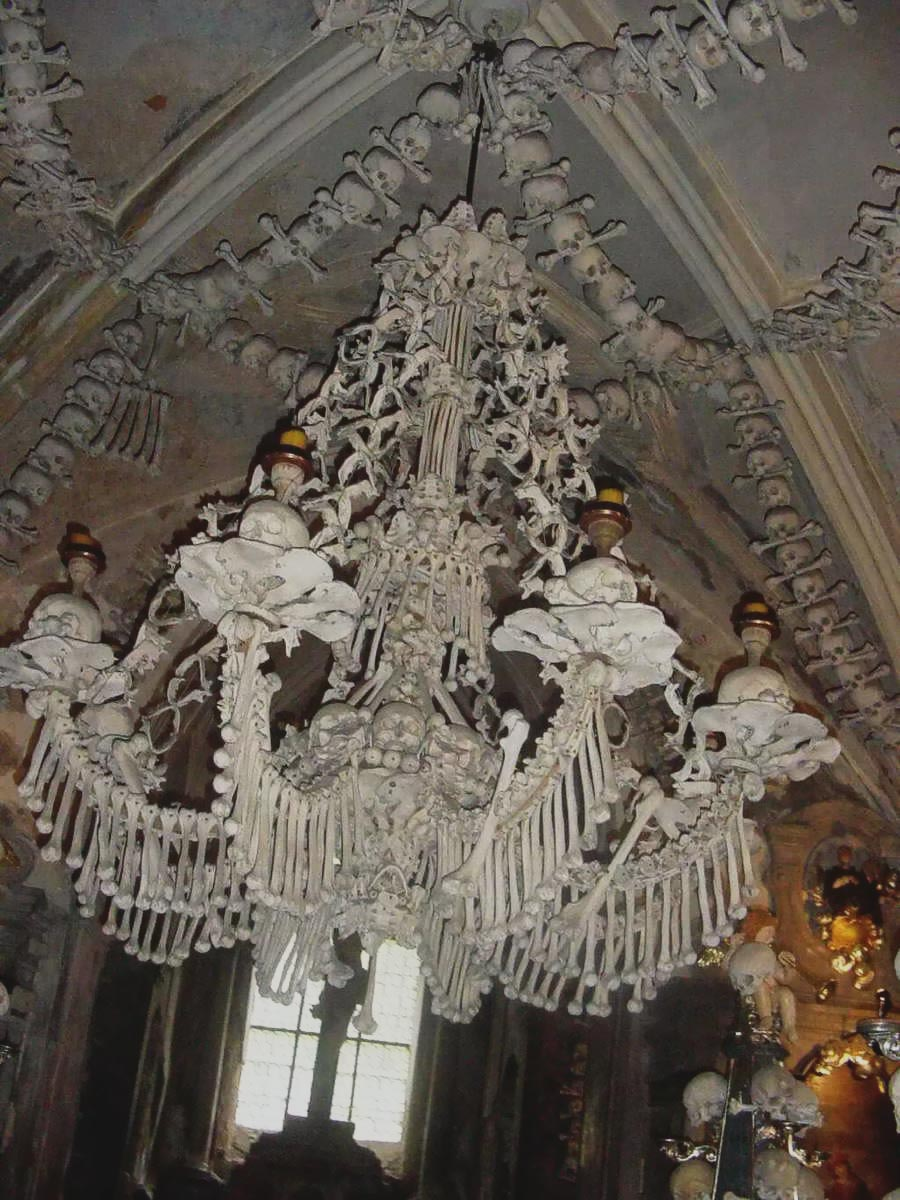
Der achtarmige Lüster
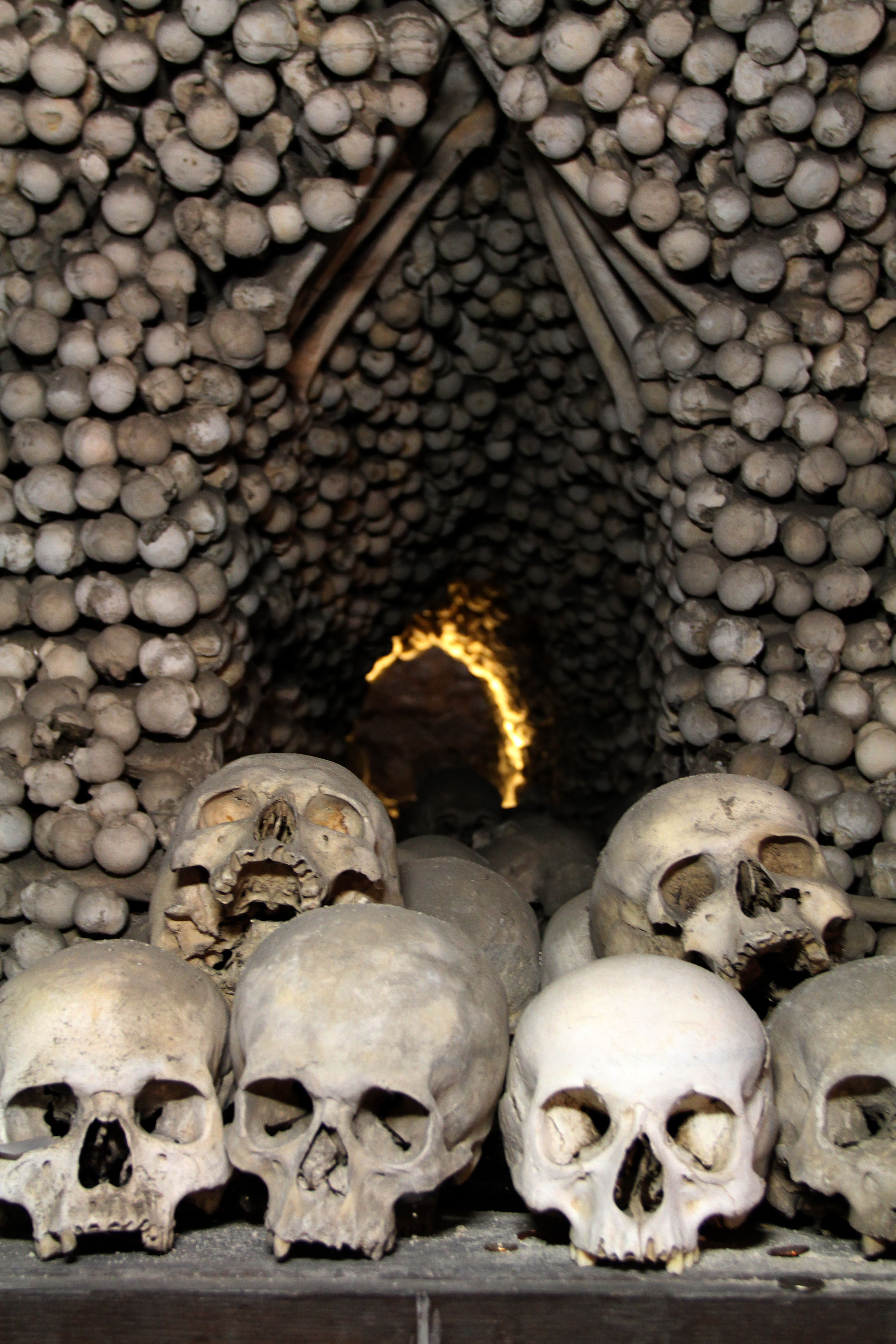
Knochenberg
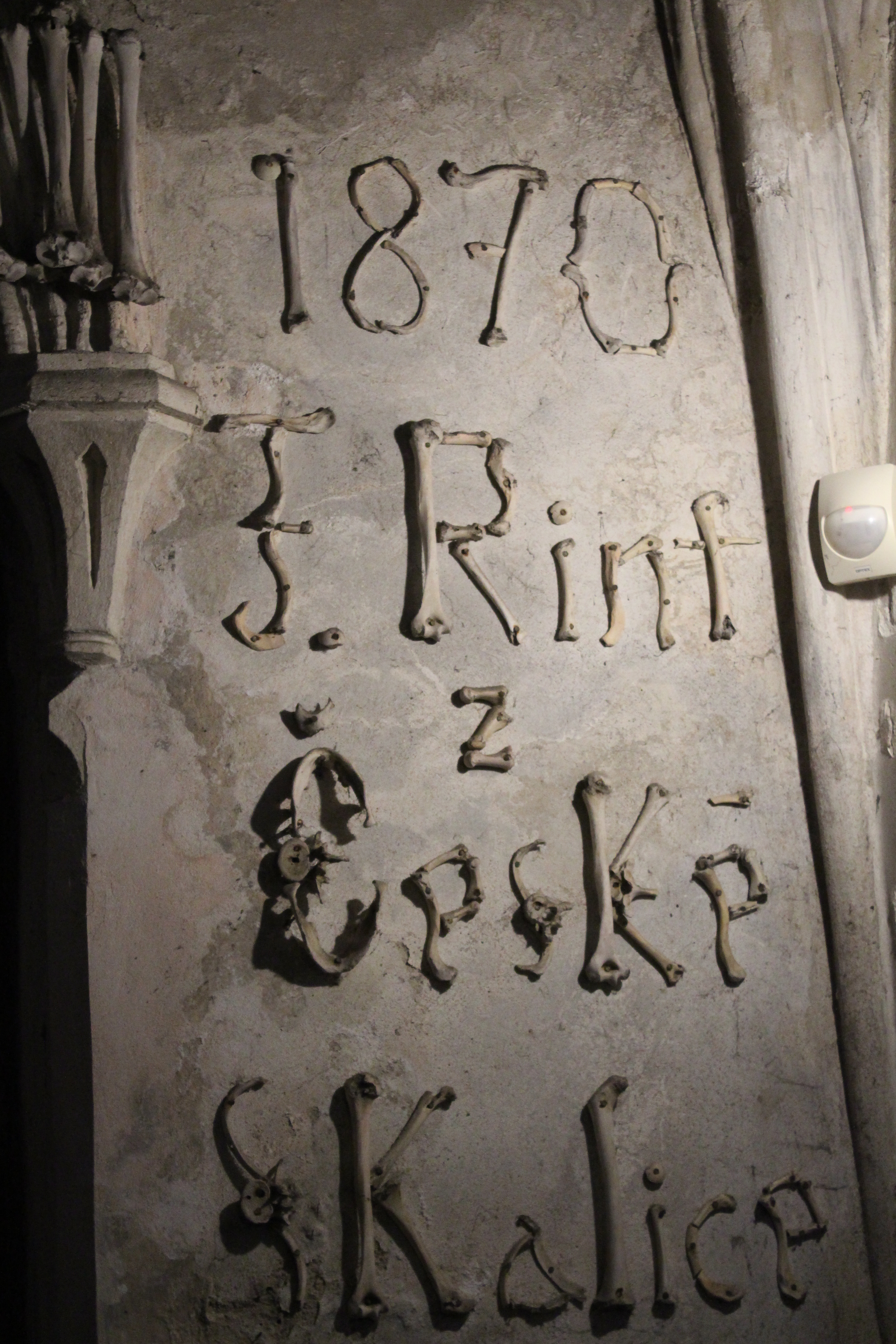
Signatur von František Rint

## Mediale Rezeption

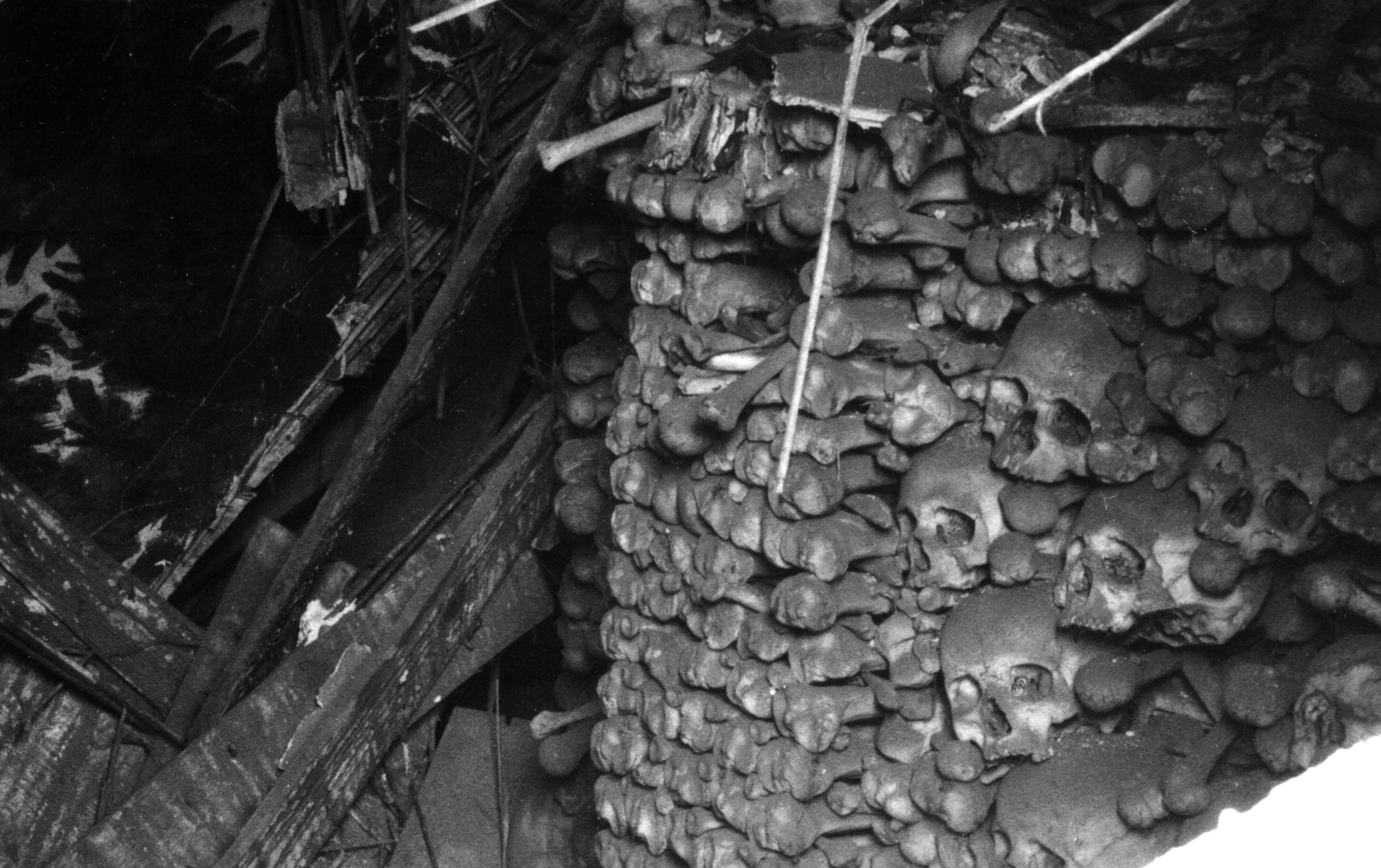
Das Ossarium 1990

Im Jahre 1970, ein Jahrhundert nach Vollendung von František Rints Werk, erhielt der tschechische Künstler und Filmregisseur Jan Švankmajer den Auftrag, eine Dokumentation über das Beinhaus Sedlec anzufertigen. Das Endresultat umfasst eine 10-minütige Schwarzweiß-Produktion unter dem Titel „Kostnice“ (engl. Filmtitel „The Ossuary“), in hoher Schnittfrequenz, begleitet von getrennt aufgenommenen Erläuterungen einer Fremdenführerin.
Später modifizierte Švankmajer die Dokumentation und ersetzte die Erzählerstimme durch eine kurze, sprachliche Einleitung sowie durch ein Jazz-Instrumental des tschechischen Musikers Zdeněk Liška, das dieser ursprünglich dem Gedicht „Comment dessiner le portrait d’un oiseau“ von Jacques Prévert widmete.
Nach der Jahrtausendwende traf das Ossarium vermehrt auf das Interesse der Filmindustrie. So diente es unter anderem als Kulisse für das Fantasy-Abenteuer Dungeons & Dragons (2000) und war vier Jahre später in der Dokumentarfilmreihe Long Way Round zu sehen.
Die 83. Buchfassung bzw. die 116. Hörspielfolge der TKKG-Reihe mit dem Titel „Klassenfahrt zur Hexenburg“ greift die Geschichte des Ossariums Sedlec in Form der „Hexenburg“ auf.
Im April 2002 erschien das Beinhaus Sedlec in Band 1240 Das Knochenkreuz der Heftromanserie Geisterjäger John Sinclair.
Auch der irische Autor John Connolly greift im 5. Band seiner Charlie-Parker-Reihe Der brennende Engel (2008 DE, Original: The Black Angel, 2005) das Beinhaus in Sedlec auf und baut historische Fakten von dessen Geschichte in seine fiktive Geschichte ein.
Der Kurzfilm „Ossarium“ des Filmemachers René Wiesner aus dem Jahr 2018 wurde zum Teil im Beinhaus Sedlec und darum gefilmt.

## Renovierung ab 2023
Seit 2023 laufen umfangreiche Sanierungen im Beinhaus. Es werden die sog. Pyramiden komplett neu aufgerichtet. Der Besucherbetrieb unterliegt dadurch keinen Einschränkungen.